# Evgenij Leonidovič Krinov
Evgenij Leonidovič Krinov, in russo Евгений Леонидович Кринов? (Ot′jassy, 3 marzo 1906 – Mosca, 2 gennaio 1984), è stato un astronomo e geologo russo.
Considerato uno dei maggiori specialisti in meteoritica, è conosciuto in particolare per i suoi studi sull'evento di Tunguska del 30 giugno 1908 e sulla caduta meteorica della Sikhote-Alin del 12 febbraio 1947. È stato membro dell'Accademia delle Scienze dell'URSS . Ha scritto numerosi articoli scientifici e libri, il più conosciuto dei quali è "Giant meteorites".

## Riconoscimenti
Nel 1971 ha ricevuto la Medaglia Leonard della Meteoritical Society.
Gli sono stati dedicati un asteroide, 2887 Krinov e un minerale, la Krinovite.